# Assemblée des notables de 1787-1788

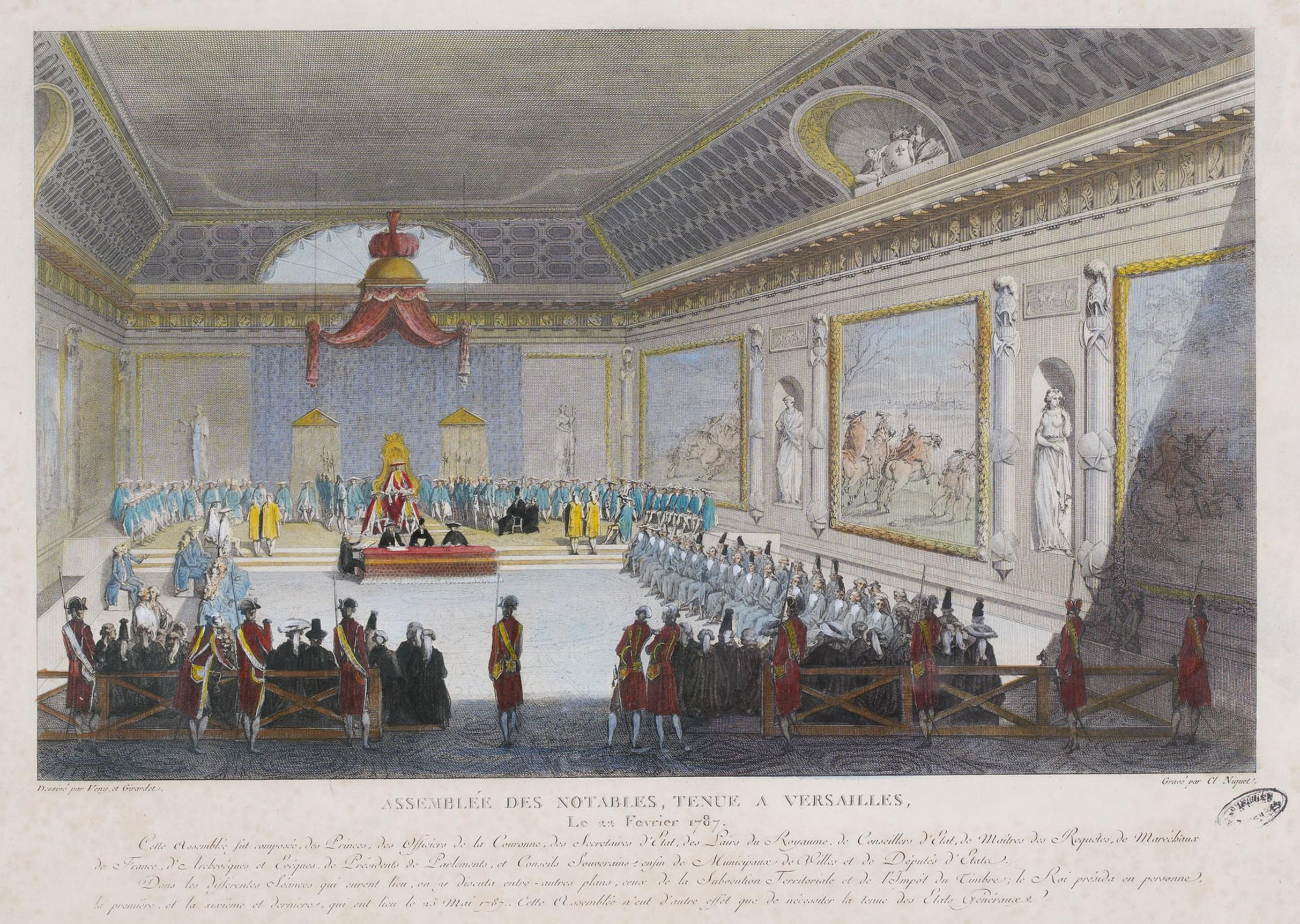
Estampe mise en couleur, gravure par Claude Niquet d'après un dessin de Very et Girardet, représentant l'assemblée de notables tenue à Versailles le 22 février 1787. Cette épreuve est celle des Archives nationales, AE/II/3015

L'Assemblée des notables convoquée par Louis XVI est la plus connue. Elle eut lieu en deux temps : une première réunion du 22 février 1787 au 25 mai de la même année et une seconde du 6 novembre 1788 au 12 décembre suivant.

## Première réunion
Louis XVI convoqua la première assemblée le 29 décembre 1786 dans le but de soumettre le programme de redressement financier proposé par son ministre Calonne. Le projet, exposé par ce dernier au roi le 20 août 1786, prévoyait de combler le déficit en établissant un impôt, la subvention territoriale, s'appliquant sur les terres jusqu'alors libres de droits. Le programme comprenait aussi l'impôt du timbre et la suppression des corvées. Le parlement refusa au préalable d'enregistrer ces mesures, prétextant qu'aux États généraux seuls appartenait le droit de les établir. Ce refus entraîna la convocation de l'assemblée des notables. 
| Années | Recettes | Dépenses | Déficit |
| 1785   | 267      | 354      | 86      |
| 1786   | 263      | 354      | 91      |
| 1787   | 238      | 363      | 125     |

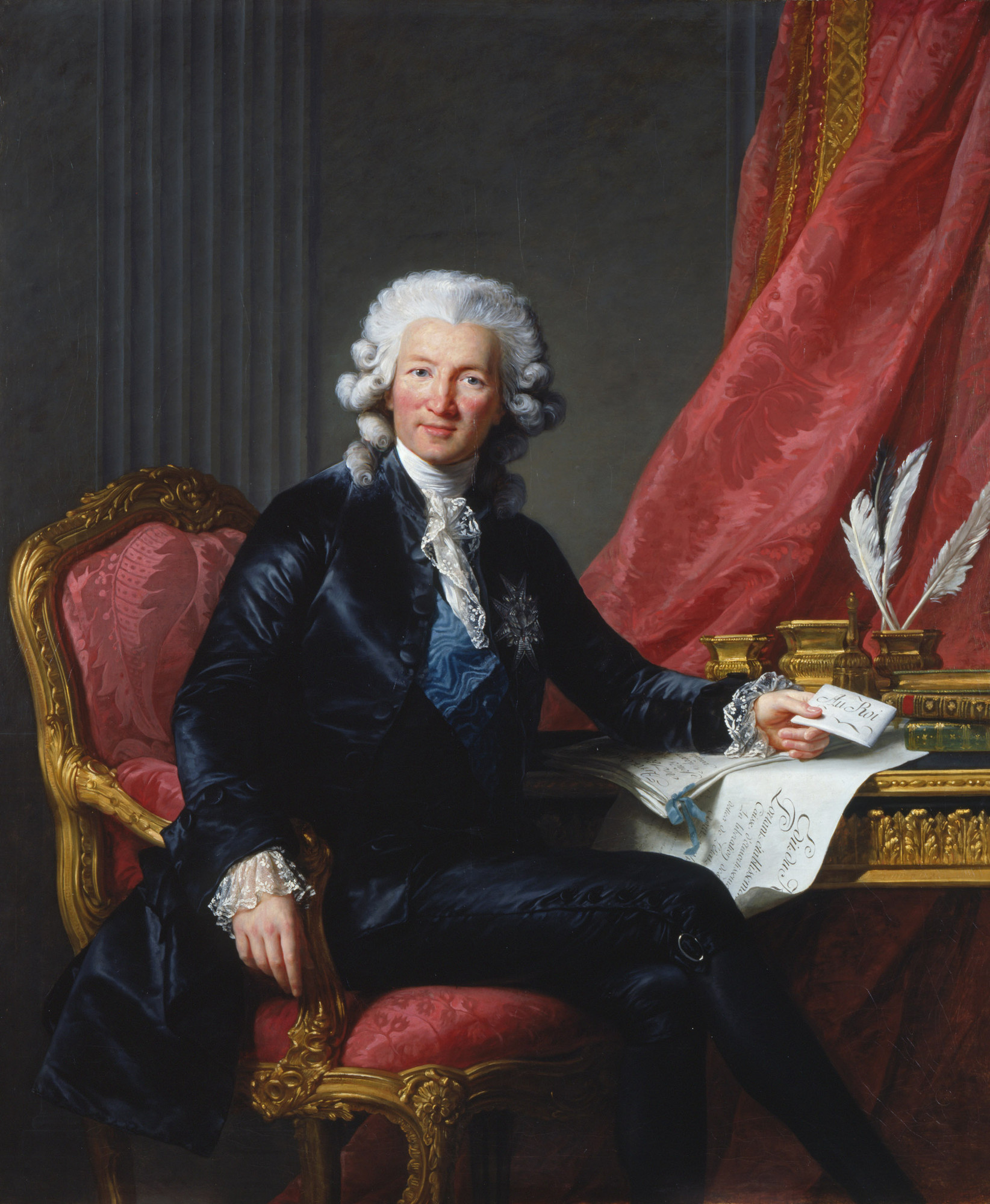
Charles-Alexandre de Calonne

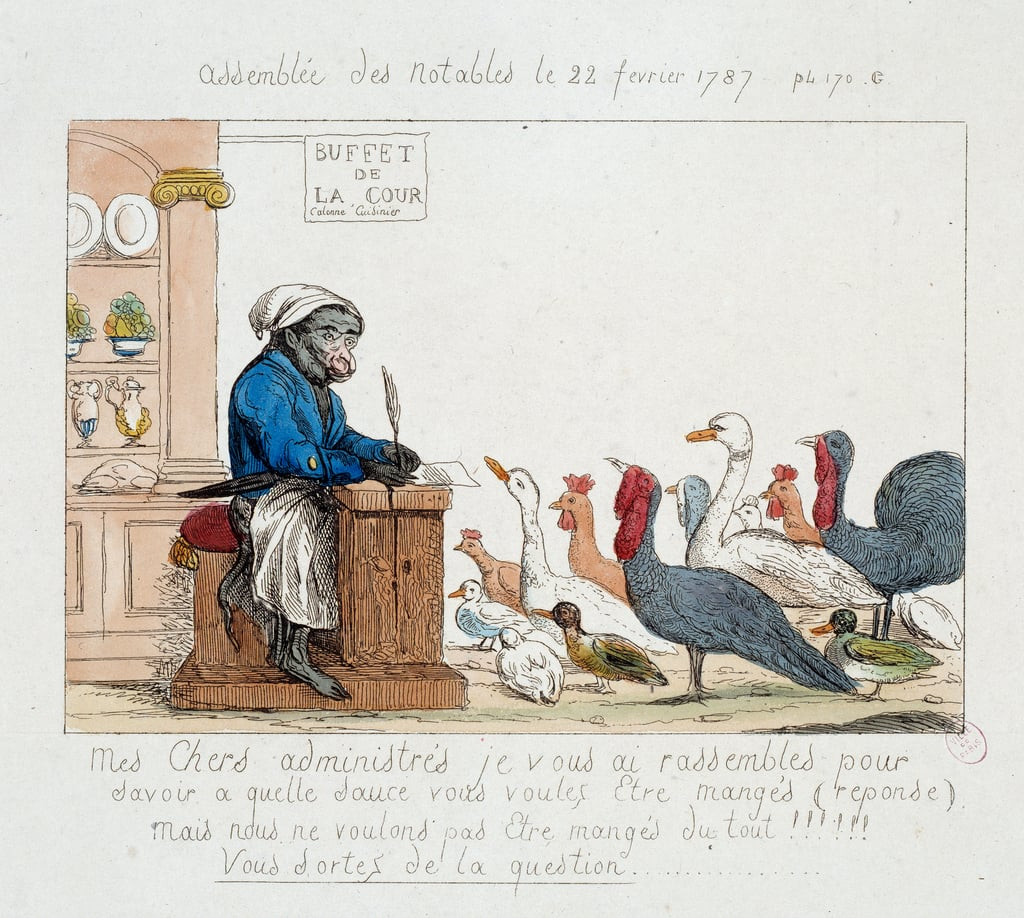
Caricature de l'Assemblée des notables de 1787-1788

L'assemblée des notables, dont les membres sont nommés par le roi, comprenait les 7 princes du sang majeurs (le comte de Provence , le comte d'Artois, frères du roi, le duc d'Orléans, le prince de Condé, son fils, le duc de Bourbon, son petit-fils, le duc d'Enghien, le prince de Conti), 7 archevêques, 7 évêques, 6 ducs et pairs, 6 ducs non pairs, 8 maréchaux de France, des intendants, des parlementaires, des députés des pays d'États, des représentants des corps de ville des plus grandes cités du royaume, soit au total 147 personnes. Composée de propriétaires, elle était très majoritairement hostile aux réformes projetées. 
Prévue initialement le 29 janvier 1787, l'assemblée ne va tenir sa première réunion dans l'hôtel des Menus-Plaisirs de Versailles que le 22 février 1787 en raison d'une indisposition de Calonne, ce qui laisse le temps à l'opposition aux réformes de s'organiser.
L'assemblée constitue sept bureaux pour examiner le plan du ministre. Un seul bureau l'approuve, celui que préside le comte d'Artois. Le premier bureau, présidé par le comte de Provence, le déclare « inconstitutionnel ». Les autres, sans rejeter les réformes, les déclarent inapplicables, et présentent des contre-propositions qui les dénaturent. Tous feignent de découvrir l'ampleur du déficit et s'en insurgent à plaisir. Calonne, irrité, fait imprimer ses rapports, ce qui achève de lui aliéner la Cour. 
De tous les partis, c'est le clergé qui se montre le plus virulent. Les gazetiers et les libellistes, de leur côté, raillent l'assemblée de notables, accusée d'être à la solde du pouvoir, piquant l'amour-propre de certains députés, encouragés dès lors à faire preuve d'indépendance. Une affiche ironise « Une nouvelle troupe de comédiens levée par le sieur Calonne, donnera pour grande pièce Les Fausses Confidences, pour petite Le Consentement forcé, et ces pièces seront suivies d'un ballet allégorique intitulé Le Tonneau des Danaïdes »
Calonne soutenu simplement par le comte d'Artois et le clan Polignac, haï par Marie-Antoinette, est renvoyé par Louis XVI le 9 avril. Le 23 avril, le roi prononce un discours qui fait consensus, basé sur les propositions de Loménie de Brienne. Il annonce le maintien d'un vingtième et l'extension de l'impôt sur le timbre. L'assemblée est remerciée le 25 mai après qu'elle eut accepté un nouvel emprunt mais celle-ci a renvoyé la décision de nouveaux impôts aux États Généraux et souhaite que le roi soit placé sous la tutelle d'un comité financier.
Des caricatures circulaient dans lesquelles « Colonne Cuisinier » (comme singe) à un comptoir « Buffet de la Cour » déclare devant un troupeau de volailles :
« Mes chers administrés, je vous ai rassemblés pour savoir à quelle sauce vous voulez être mangés.

– Mais nous ne voulons pas être mangés du tout !!!

– Vous sortez de la question … »

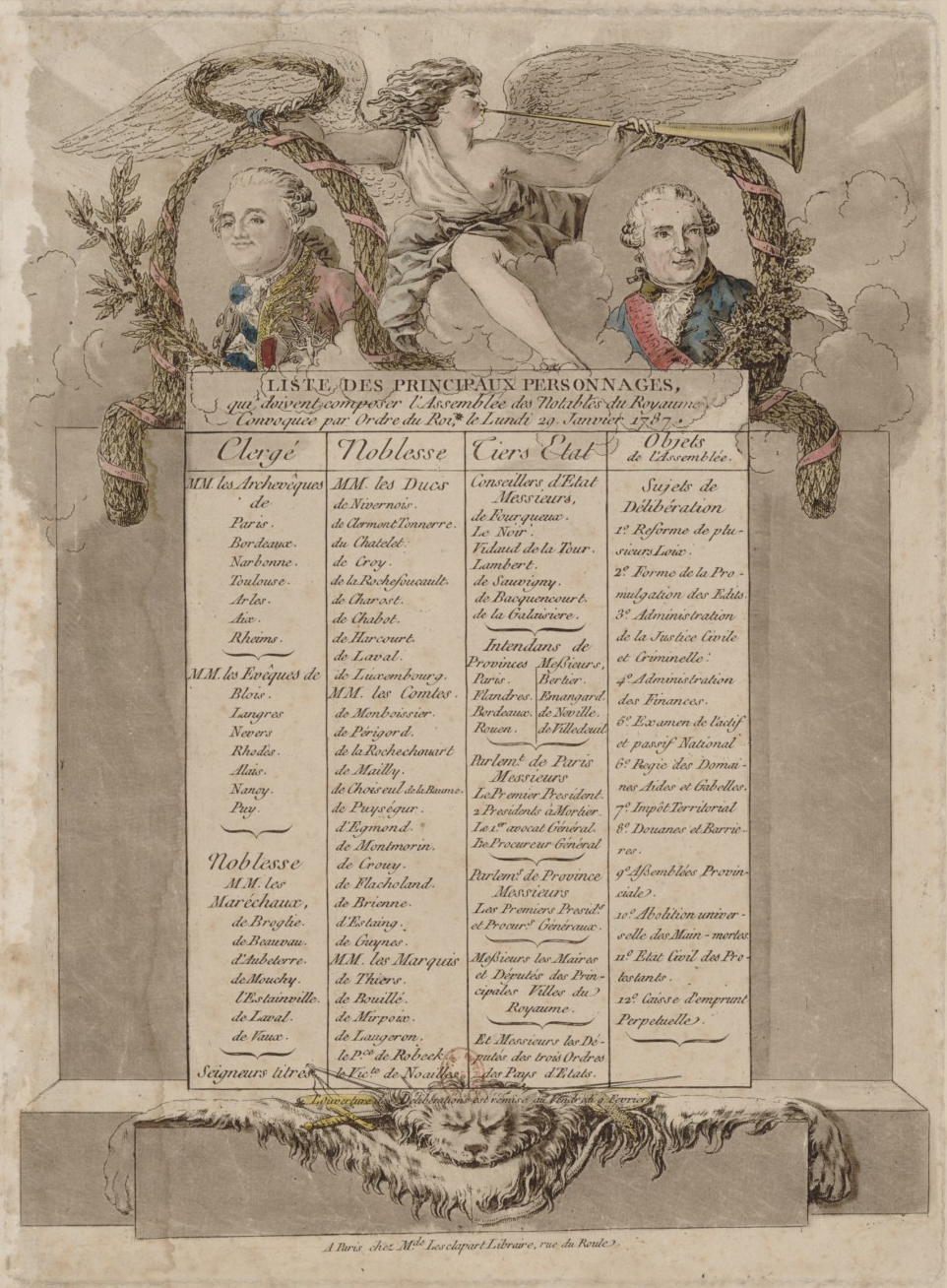
Liste des principaux personnages, qui doivent composer l'Assemblée des notables du royaume - convoquée par ordre du roi, le lundi 29 janvier 1787.
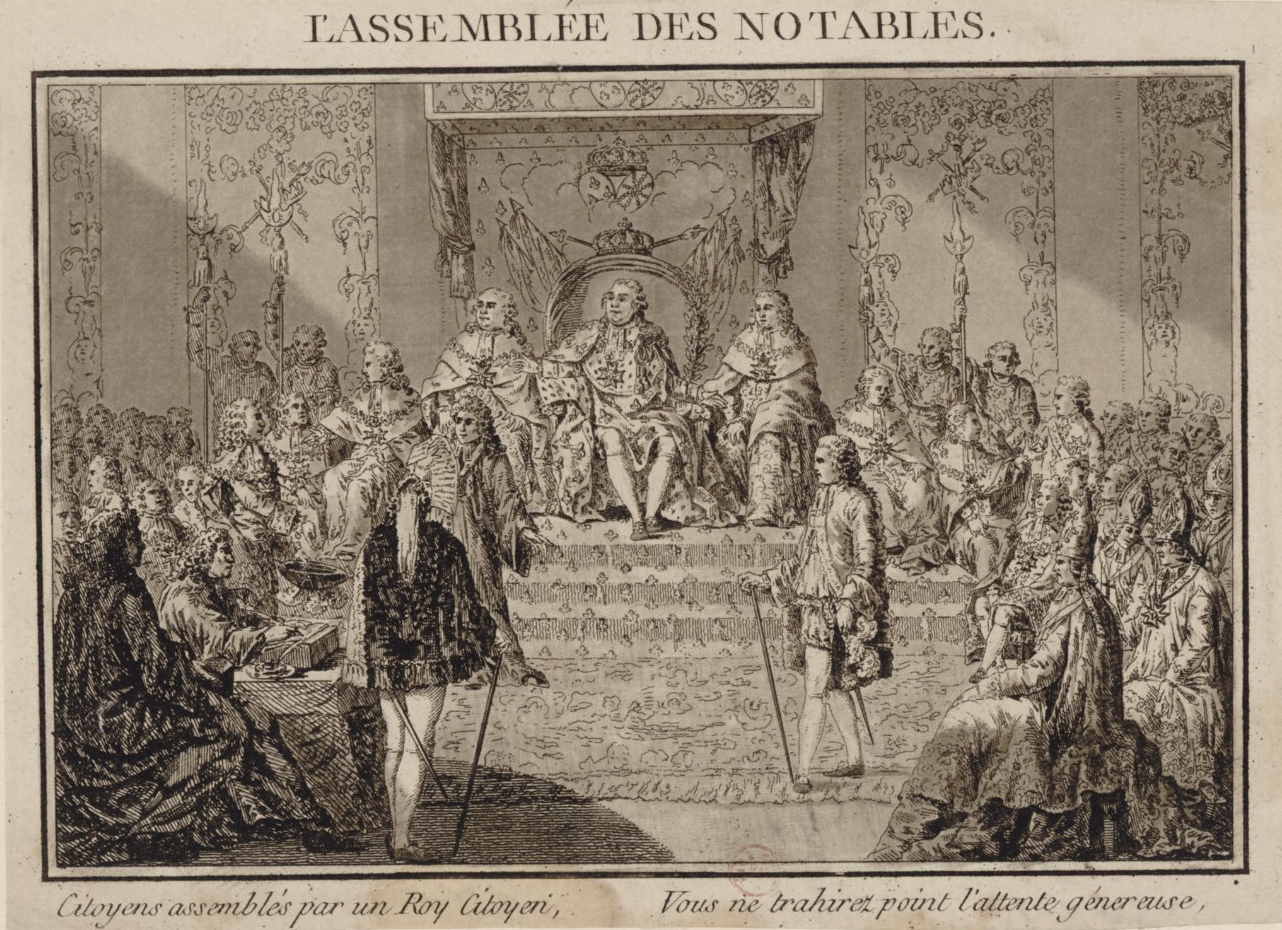
Lecture de la lettre de convocation.
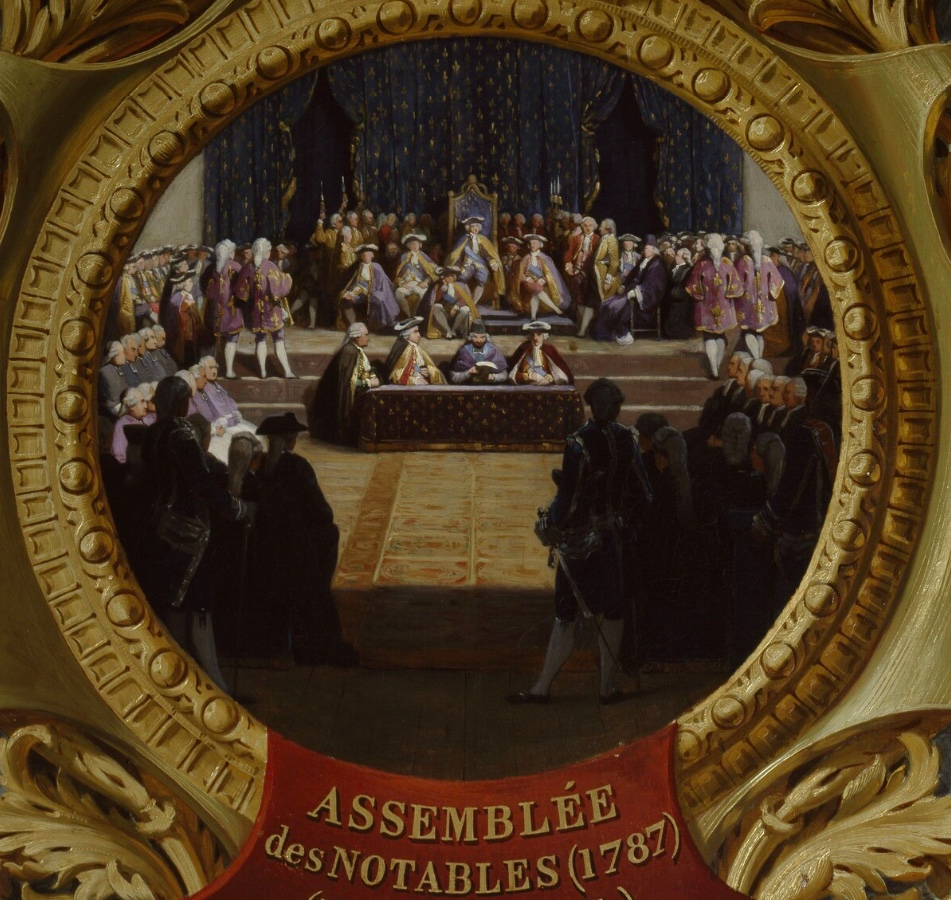
Assemblée des notables (1787).
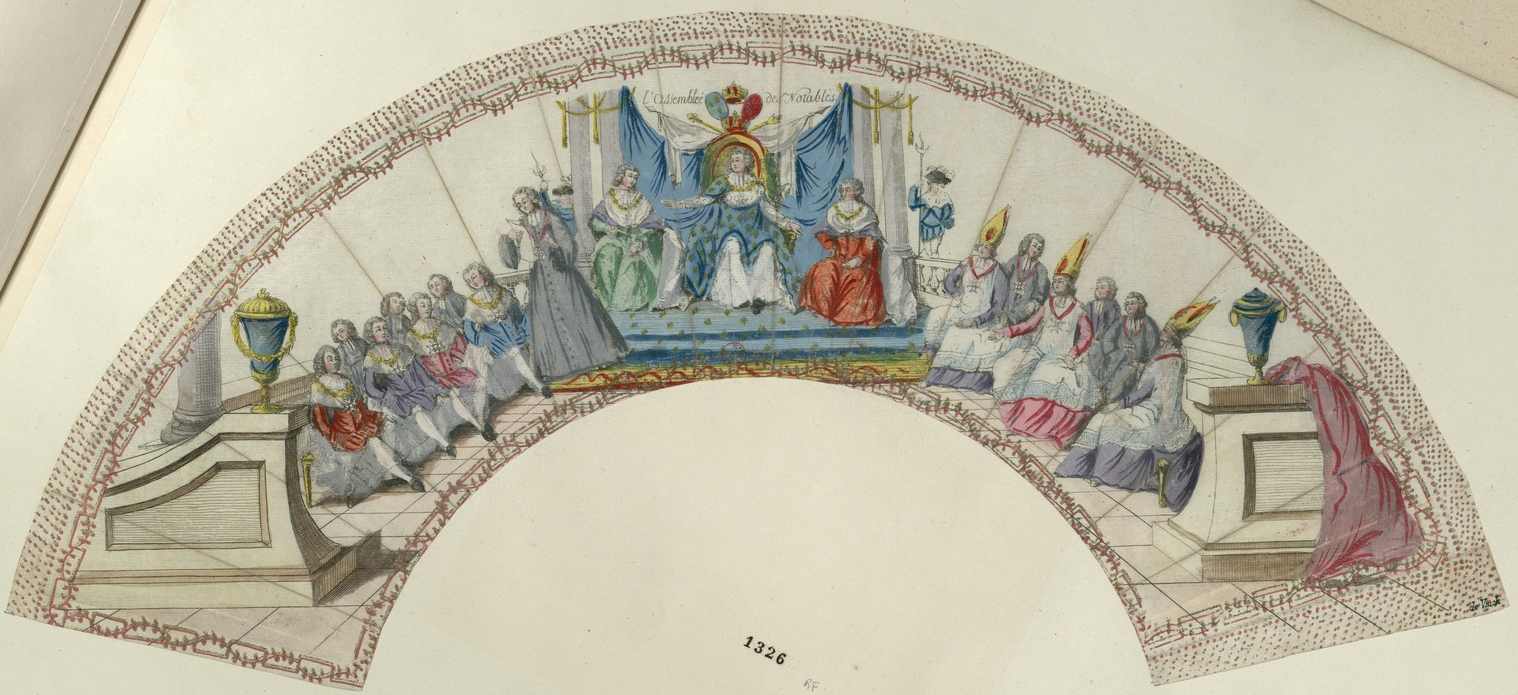
L'Assemblée des notables (1787 ; Versailles).
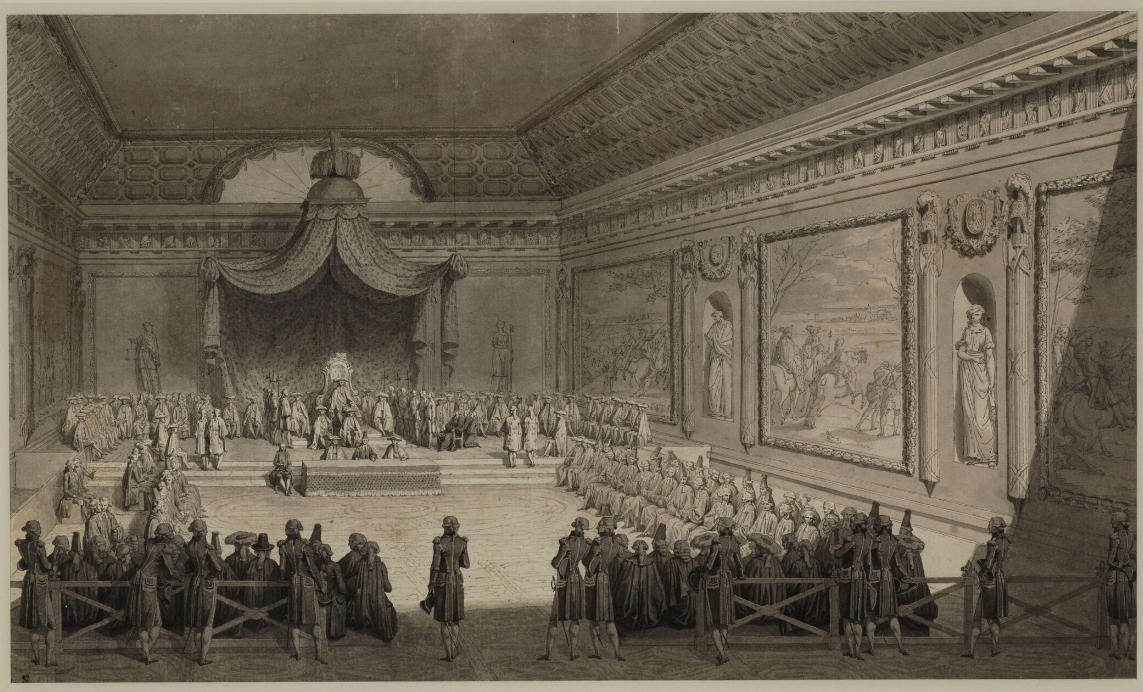
Assemblée des notables tenue a Versailles le 22 février 1787.

## Seconde réunion
Ce fut pour traiter quelques questions préliminaires sur l'organisation des États généraux que le roi convoqua la seconde assemblée des notables. Il s'agissait de savoir quel y serait le rôle du tiers état, s'il obtiendrait une représentation égale en nombre à celle des deux premiers ordres, la noblesse et le clergé, si on délibérerait par tête ou par ordre, et si le tiers état n'aurait qu'une seule voix contre les deux voix de la noblesse et du clergé. L'assemblée des notables se déclara contre le doublement du tiers, mais la Cour, cédant à l'opinion publique, décida le contraire le 27 décembre 1788.